# Tulešice
Tulešice är en ort i Tjeckien.   Den ligger i regionen Södra Mähren, i den sydöstra delen av landet, 170 km sydost om huvudstaden Prag. Tulešice ligger 296 meter över havet och antalet invånare är 201.
Terrängen runt Tulešice är platt. Runt Tulešice är det ganska glesbefolkat, med 50 invånare per kvadratkilometer. Närmaste större samhälle är Ivančice, 14,2 km nordost om Tulešice. Trakten runt Tulešice består till största delen av jordbruksmark.